# Ebebiyín (Acurenam)
Ebebiyín ist ein Ort in Äquatorialguinea.

## Lage
Der Ort befindet sich in der Provinz Centro Sur auf dem Festlandteil des Staates. Er liegt in der Nähe von Acurenam. Die nächstgelegenen Siedlungen sind Nchengayong im Norden und Nsengafum, sowie Ovengasi im Süden.

## Klima
In der Stadt, die sich nah am Äquator befindet, herrscht tropisches Klima.